# Dekanat opoczyński
Dekanat opoczyński – jeden z 29 dekanatów w rzymskokatolickiej diecezji radomskiej.
Składa się z następujących parafii:
- Białaczów (pw. św. Jana Chrzciciela)
- Kraśnica (pw. św. Wojciecha)
- Libiszów (pw. św. Mikołaja)
- Mroczków Gościnny (pw. Narodzenia NMP)
- Parafia św. Bartłomieja w Opocznie
- Parafia Podwyższenia Krzyża Świętego w Opocznie
- Parafia Najświętszej Maryi Panny Królowej Polski w Opocznie
- Petrykozy (pw. św. Doroty)
- Sołek (pw. św. Barbary)
- Studzianna (pw. św. Filipa Neri i św. Jana Chrzciciela)
- Żelazowice (pw. Nawiedzenia NMP)